# 乌特·蒂姆
乌特·蒂姆（德語：Ute Thimm，1958年7月10日—），德国女子田径运动员。她曾代表西德参加1984年和1988年夏季奥林匹克运动会田径比赛，其中1984年奥运会获得一枚铜牌。